# گنجشک (فیلم ۲۰۱۰)
«گنجشک» (انگلیسی: Sparrow (2010 film)) فیلمی در ژانر ترسناک و اسلشر است که در سال ۲۰۱۰ منتشر شد.